# Emblème des Tokelau
L'emblème des Tokelau se compose d'un Tuluma sur lequel figure une croix blanche au centre. Un tuluma est un coffre utilisé par les pêcheurs locaux pour ranger leur matériel ; ce récipient est traditionnellement taillé dans le bois du Cordia subcordata (Kanava Tree en anglais).  Sous le coffre figure un listel où est inscrite la devise des Tokelau Tokelau mo te Atua (les Tokelau pour Dieu), reflet de l'extrême présence du christianisme sur les îles.

## Histoire
Le parlement du territoire des Tokelau, le General Fono, a adopté un emblème en mai 2008. Avant cela, seules les Armoiries de la Nouvelle-Zélande étaient utilisées. Un nouveau drapeau a également été adopté car c'était uniquement le drapeau de la Nouvelle-Zélande qui était utilisé. 

## Emblème duGeneral Fonodes Tokelau

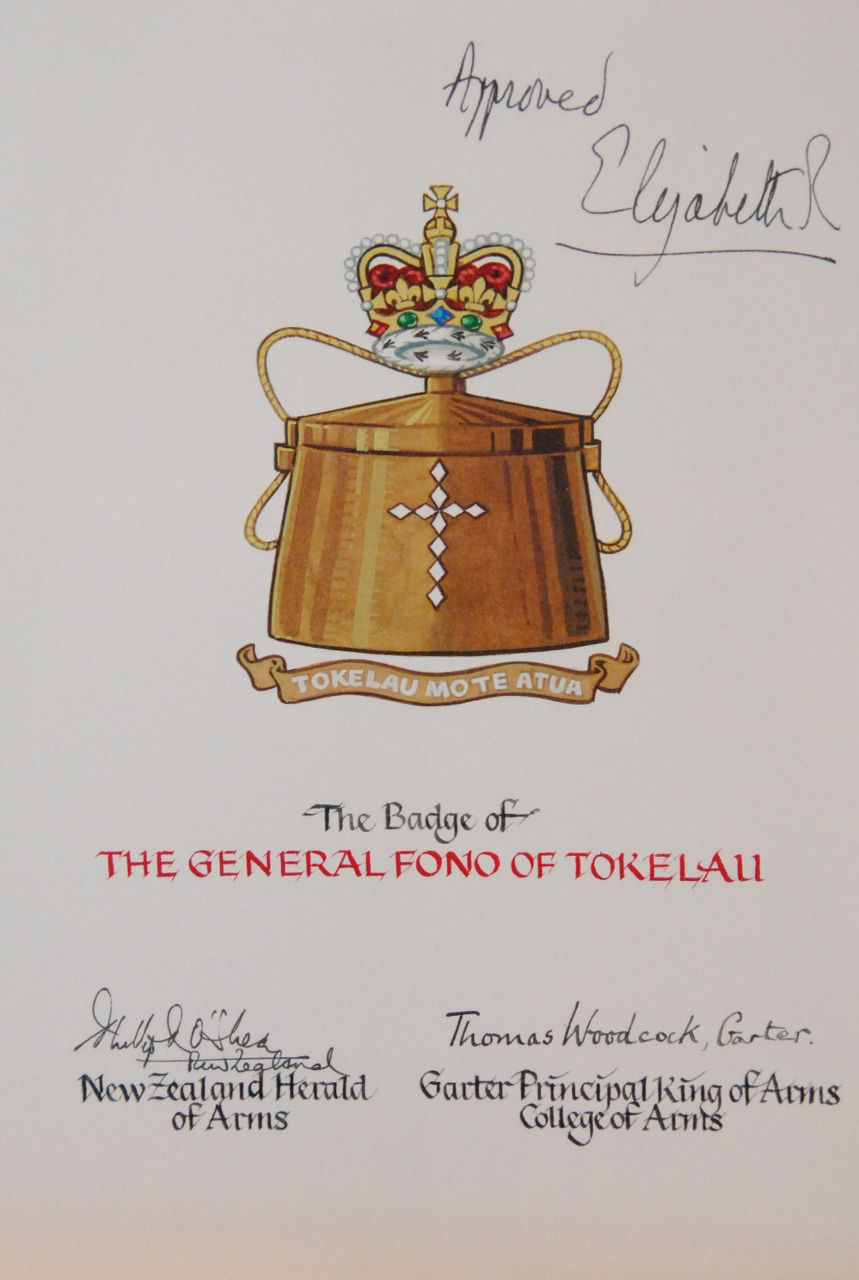
L'emblème du General Fono des Tokelau approuvé par la reine Élisabeth II, reine du Royaume de Nouvelle-Zélande.

L'emblème du General Fono des Tokelau est approuvé par la reine du Royaume-Uni, Élisabeth II, qui est également la reine du Royaume de Nouvelle-Zélande dont dépendent les Tokelau. Le document officiel est ensuite signé par le Héraut d'Armes de la Nouvelle-Zélande et par le Roi d'Armes Principal de la Jarretière et le Collège des Hérauts, représentés respectivement par Phillip O'Shea et Thomas Woodcock. Le Collège joue un rôle important car c'est lui qui autorise de nouvelles armoiries depuis Londres pour le Royaume de Nouvelle-Zélande entre autres.
Cette signature a été organisée au sein de la résidence du Gouverneur Général de Nouvelle-Zélande, Sir Jerry Mateparae, à Wellington le lundi 7 octobre 2013. Il a accueilli Aliki Faipule Salesio Lui, le chef du General Fono (dit Ulu-o-Tokelau), et Phillip O'Shea, le Héraut d'Armes de la Nouvelle-Zélande. C'est ce dernier qui présenta l'emblème au Gouverneur Général. Ce dernier le transmet ensuite entre les mains d'Aliki Faipule Salesio.

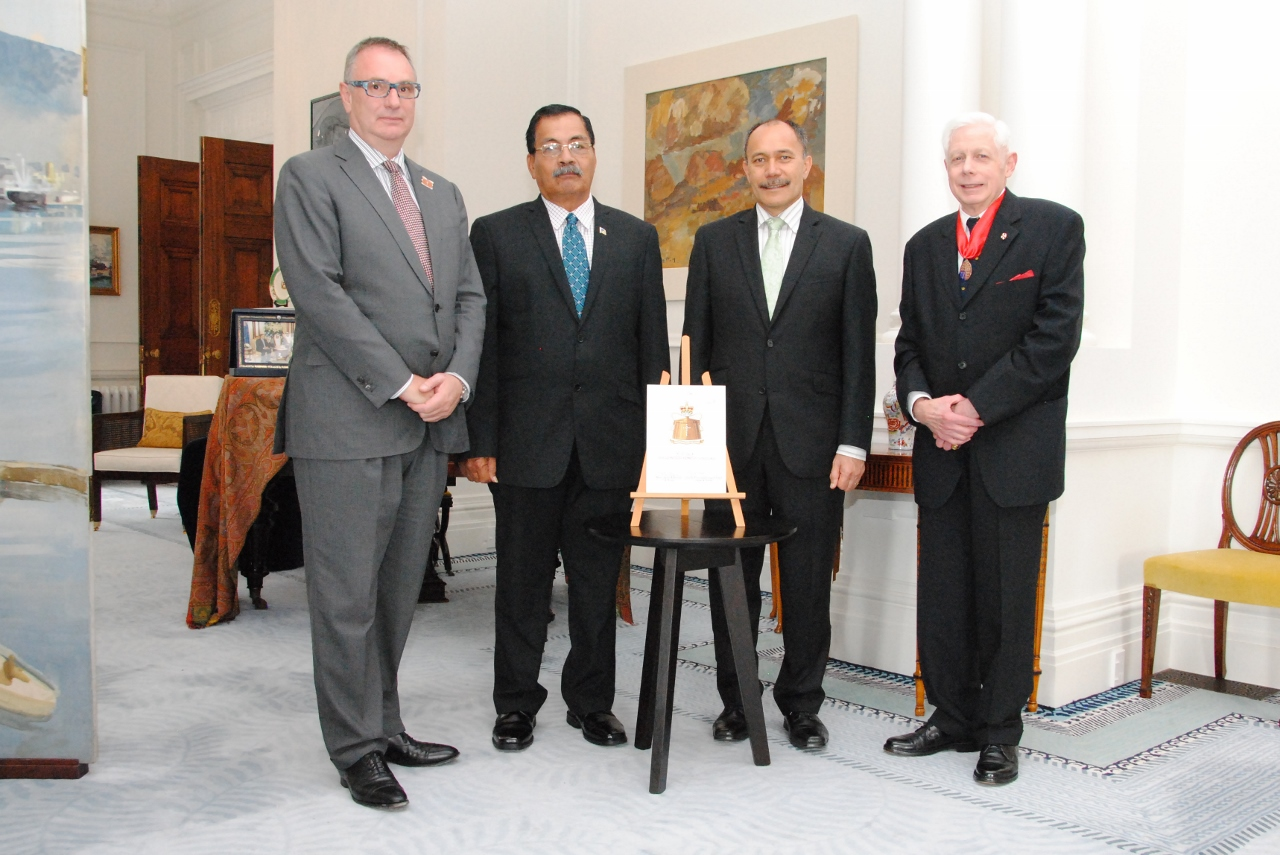
De gauche à droite : Jonathan Kings, administrateur des Tokelau ; Aliki Faipule Salesio Lui, Ulu-o-Tokelau ; Sir Jerry Mateparae, Gouverneur Général de Nouvelle-Zélande ; et Phillip O'Shea, le Héraut d'Armes de Nouvelle-Zélande.

Après la cérémonie concernant l'officialisation de l'emblème, une photographie a été prise avec tous les membres de la communauté tokelauane présente sur place.
Sir Jerry Mateparae se réjouit entre autres de l'approbation de l'emblème en soulignant la relation étroite qui existe entre les Tokelau et la Nouvelle-Zélande. Il souligne aussi l'hospitalité des Tokelauans lors de sa visite en 2012 sur le territoire :

« The ceremony to hand over the new badge for Tokelau, which has received Her Majesty's approval, underscored the close and warm relationship between Tokelau and New Zealand. We share our Pacific heritage and our common citizenship in a special association. Aliki Faipule Salesio Lui, the Ulu o Tokelau and his delegation were entrusted with the new Badge for safekeeping and it's return to Tokelau. In a small way I was also able to reciprocate the hospitality I had received when I visit Tokelau last year. »

— Sir Jerry Mateparae

### Description
Une représentation d'un Tuluma ou d'une boîte de pêche en bois sculpté proprement dite, chargée de dix pastilles, assorties en croix de six pastilles en vertical et de quatre pastilles en horizontal en argent, le tout arboré par une couronne royale proprement dite. Ci-dessous sur un listel « Tokelau mo te Atua ».
L'inscription prouve ainsi l'importance du christianisme pour les habitants des atolls depuis la colonisation des Européens tandis que la couronne rappelle la relation étroite entre le territoire et le Royaume de Nouvelle-Zélande.

## Note et référence
1. ↑  Description en anglais de cet objet : http://www.michaelreid.com.au/current-view?eid=253&aid=18/current-piece?eid=253&aid=18&pid=3960
2. 1 2 3  « Presentation of the Badge of the General Fono of Tokelau | The Governor-General of New Zealand », sur gg.govt.nz (consulté le 31 janvier 2023)
3. 1 2 3 4 5  (en) « Badge of the General Fono of Tokelau », sur gg.govt.nz (consulté le 1er février 2023)

- (en) Cet article est partiellement ou en totalité issu de l’article de Wikipédia en anglais intitulé « Symbol of Tokelau » (voir la liste des auteurs).